# Dario Gjergja
Dario Gjergja je hrvatski košarkaški trener.
Proslavio se radom u Belgiji. U Charleroiju bio je pomoćnikom Draženu Anzuloviću. Nakon toga bio je trenerom Liègea s kojim je već u prvoj sezoni došao do završnice doigravanja. Sezonu poslije uspjeh nije ponovio. Na zimu 2011./12. prešao je u Oostende s kojim je osvojio naslov prvaka.